# خیاطه
خیاطه (نام علمی: Alburnoides eichwaldii) نام یک گونه از تیره کپورماهیان است.